# Vipera darevskii
Vipera darevskii este o specie de șerpi din genul Vipera, familia Viperidae, descrisă de Vedmederja, Orlov și Tuniyev 1986. A fost clasificată de IUCN ca specie pe cale de dispariție (stare critică). Conform Catalogue of Life specia Vipera darevskii nu are subspecii cunoscute.

## Galerie

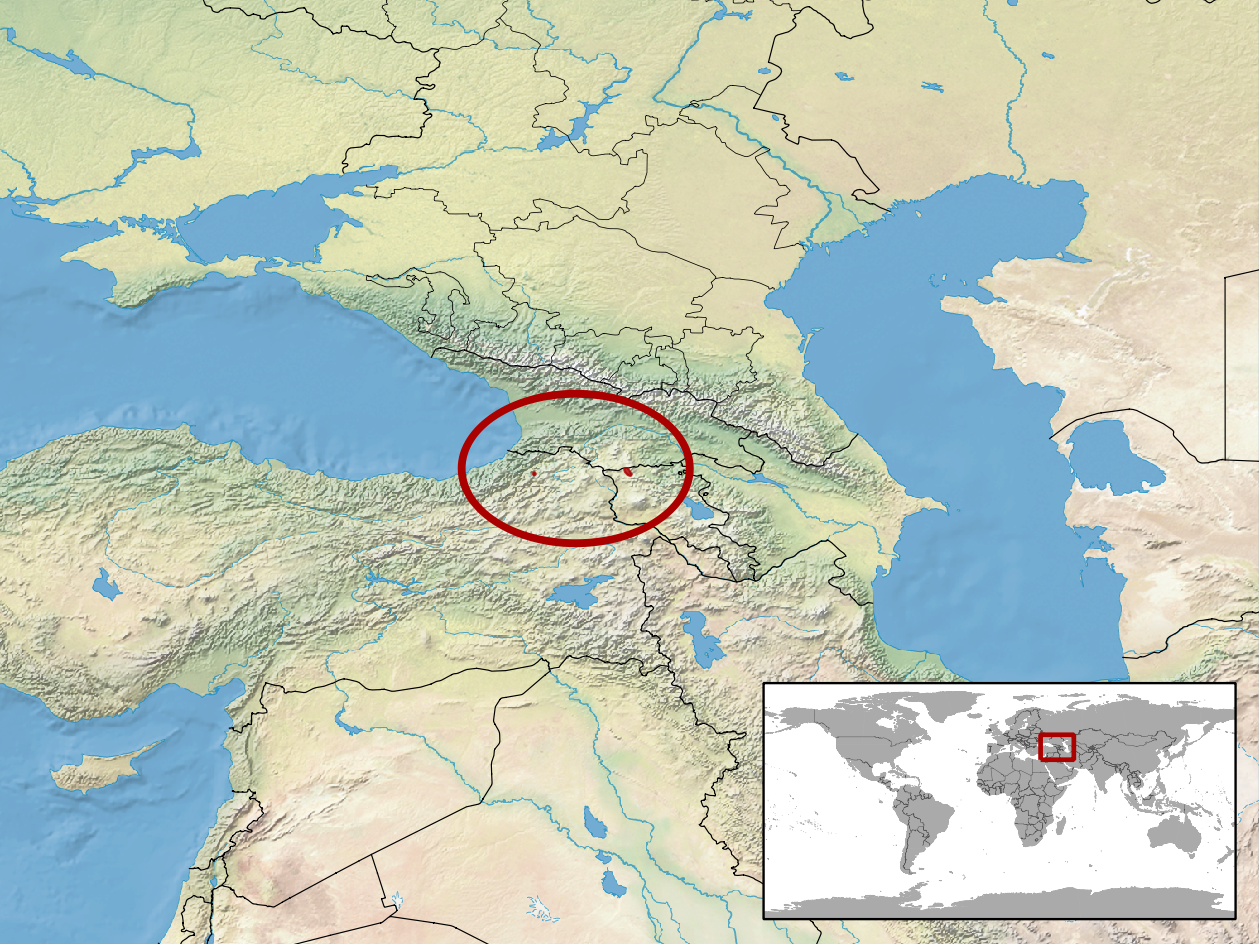
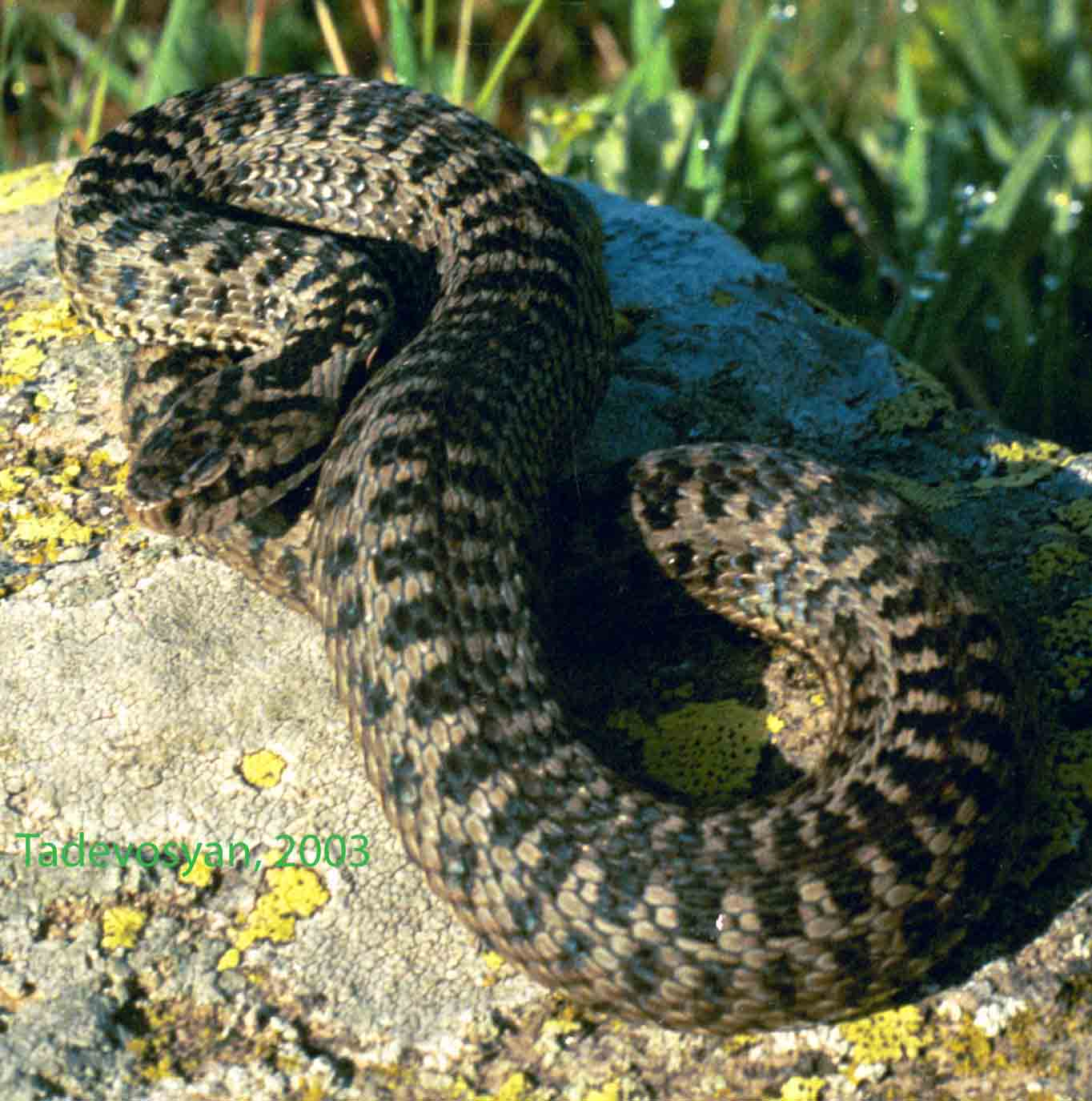
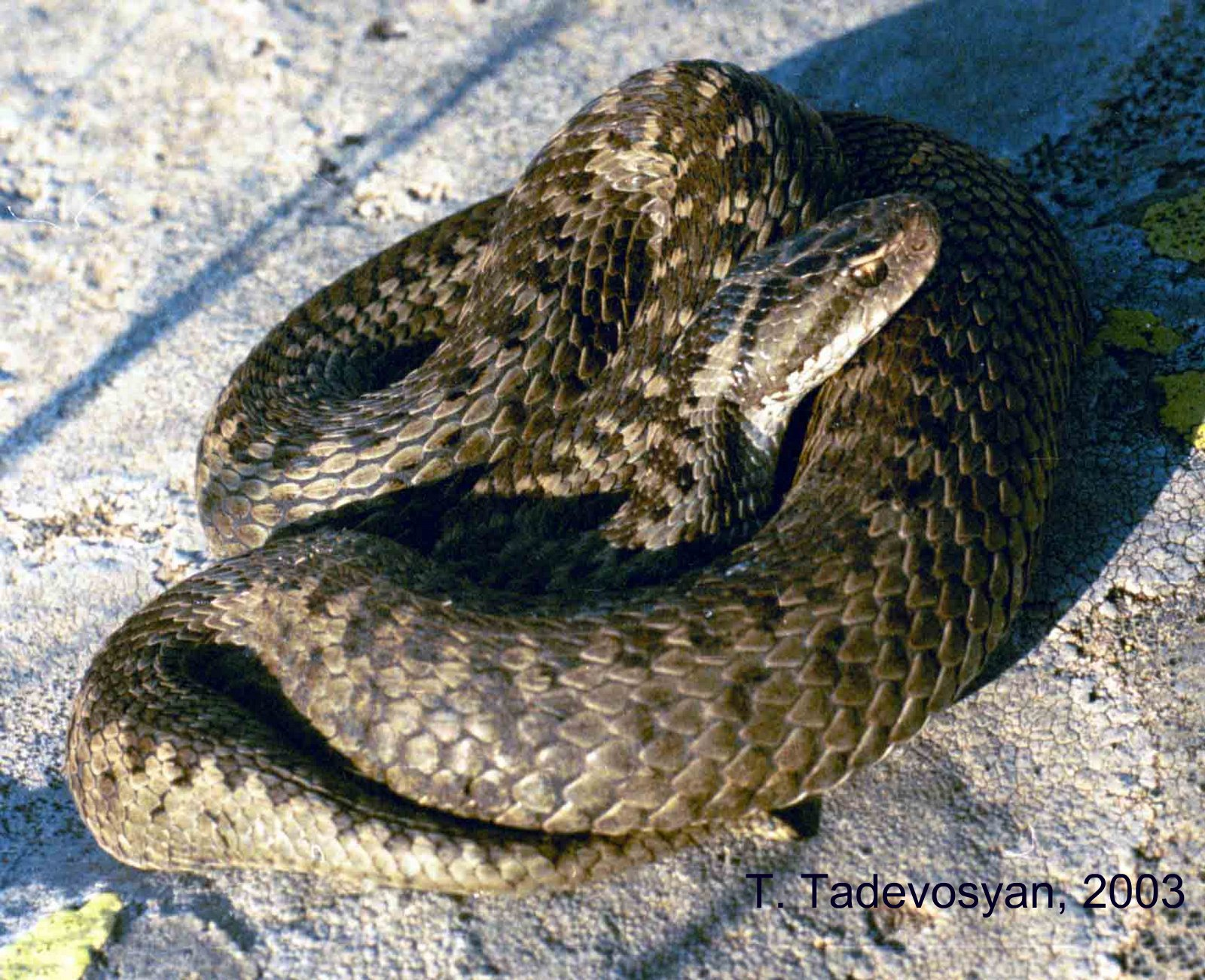